# 알레그란사섬
알레그란사섬(Alegranza)은 스페인 카나리아 제도에 위치한 섬이다.